# Церква Різдва Христового (Підгір'я)
Церква Різдва Христового (Підгір'я) — дерев'яна церква в с. Підгір'я Івано-Франківської області, Україна, пам'ятка архітектури національного значення.

## Історія
Церква датована 1832 роком, коли її перенесли на 300 м. з попереднього місця розташування на нове місце для захисту від розливу річки Бистриця-Солотвинська. Наново освятили храм у 1834 році. Розпис церкви розпочали в 1848 році, а завершили в 1882 році. Храм був пошкоджений під час Першої світової війни (дах та баня), та відремонтований після її закінчення, після чого її розписав художник Михайло Бугера. Після Другої світової війни храм поставили на мурований фундамент. З 1946 року храм перейшов в користування Російської православної церкви (настоятель о. Т. Столяр). У радянський період церква  охоронялась як пам'ятка архітектури Української РСР (№ 1141). В період 1966-1972 років  церкву ремонтували, а саме: замінили підлогу, частково поновили ґонтову покрівлю та піддашшя, виготовили новий кіот, покрили бляхою. Тоді ж реставровано розписи стін (майстер Гонзяк). Також додато нові ікони: «Матері Божої Неустанної Помочі», «Святий Юрій», «Святий Дмитрій», «Різдво Ісуса». Також церкву ремонтували в 1989 році. Пізніший ремонт змінив обриси церкви (стіни оббиті пластиковою вагонкою, замінено на металопластикові вікна, маківки на дахах оббиті бляхою).
З 1990 року знову використовується громадою УГКЦ (о. Петро Дирів).
В церкві служили такі священники: Іван Камінський (1776–1805), Іван Охримович (1906–1922), Пантелеймон Городецький (1922–1936), Теодор Столяр (1951–1965), Володимир Антонович.

## Архітектура
Церква дводільна з об'єднаними бабинцем і навою.  До вівтаря прибудовані ризниці, а до бабинця прибудовано двоярусний присінок. Над центральним простором нави на восьмигранній основі  розташована восьмиграння баня шатрового типу з глухим ліхтарем та маківкою. Опасання церкви розташовується навколо зрубів нави і бабинця на їх випусках (вінцях). Церква перекрита двосхилим дахом, з оцинкованою бляхою. На вершинах дахів вівтаря і бабинця розташовані маківки. В середині церкви бабинець та нава поєднані високою аркою, є пілястри на кутах  та карнізи, стіни розписані рослинними орнаментами та сценами з Святого Писання. Хори розташовані в бабинці. Дерев'яний, різьблений Іконостас церкви датований ХІХ ст.

## Дзвіниця
Дзвіниця, яка входить до складу пам'ятки датована 1932 роком, складається з трьох квадратних ярусів, верхній з яких має галерею, перекрита шатровим звершенням із заломом, зашальована вертикальною вагонкою. Між ярусами розташоване оббите бляхою опасання. Дзвінниця має три дзвони, найбільший з яких має вагу 450 кг. (називається "Володимир") та має напис: «Жертва громади Ляхівці рік 1925». Малі дзвони датовані 1929 роком та 1721 роком («АШКА»).
Дзвін «Володимир» з 1943 по 1946 роки був захований (закопаний) на подвір’ї Миколи Магдія поблизу церкви для унеможливлення його переплавки німецькими військами.